# Alois Mayer (Politiker, 1949)
Alois Mayer (* 14. Juni 1949 in Wien; † 4. Februar 2023) war ein österreichischer Politiker (SPÖ). Von März 1997 bis November 2015 war er Abgeordneter zum Wiener Landtag und Mitglied des Wiener Gemeinderats.

## Ausbildung und Beruf
Alois Mayer wurde als Sohn des Straßenbaupoliers Alois Mayer und der Weißnäherin Leopoldine Mayer (geborene Bohdanecky) geboren. Er besuchte zwischen 1955 und 1959 die Volksschule, wechselte 1959 an die Hauptschule und begann 1963 eine Kaufmännische Lehre im Einzelhandel, die er 1966 abschloss. Er arbeitete danach bis 1968 als Einzelhandelskaufmann, leistete 1968/69 seinen Präsenzdienst ab und besuchte im Anschluss von 1969 bis 1970 die Polizeischule. Nach dem Besuch der Polizeischule arbeitete Mayer von 1971 bis 1978 als Großhandelskaufmann im Import und Export und war von 1978 bis 1982 Industriekaufmann-Referent in der Verstaatlichten Industrie. Von 1982 bis 1986 war er Referatsleiter im Zentraleinkauf, bevor er sich beruflich in der Politik als Bezirkssekretär der SPÖ-Hietzing engagierte (1986–1993). Von 1993 bis 1996 war Mayer Controller der Sozialbau AG. Mayer war Angestellter der ARWG. Er wurde am Wiener Südwestfriedhof bestattet.

## Politik
Neben seiner Tätigkeit als Bezirkssekretär in Hietzing war Mayer von 1988 bis 1991 auch Bezirksrat. Zwischen Dezember 1991 und März 1997 hatte Mayer die Funktion des Bezirksvorsteher-Stellvertreters in Hietzing, bevor er in den Wiener Landtag und Gemeinderat wechselte.
Als Angestellter der ARWG, einer Gesellschaft für gemeinnützigen Wohnbau steht Mayer und die SPÖ in der Kritik der Opposition. Da die Gemeinde Wien zweitgrößter Aktionär der Gesellschaft ist, wurde der Wiener SPÖ eine unzulässige „Versorgung“ ihrer Mandatare vorgeworfen.
Am 14. November 2012 wurde Alois Mayer mit dem Großen Silbernen Ehrenzeichen für Verdienste um die Republik Österreich ausgezeichnet.

## Privat
Alois Mayer war verheiratet und Vater einer Tochter.